# Richard Nixon
Richard Milhous Nixon (Yorba Linda, 9 januari 1913 – New York, 22 april 1994) was een Amerikaans politicus van de Republikeinse Partij. Hij was de 37e president van de Verenigde Staten van 1969 tot 1974.
Daarvoor diende Nixon als Afgevaardigde voor Californië (12e District) van 1947 tot 1950 toen hij werd gekozen als senator voor Californië. In 1952 werd hij door Dwight D. Eisenhower gekozen als zijn running mate voor de presidentsverkiezingen van 1952 die zij ook wonnen. Nixon nam afscheid van de Senaat om de 36e vicepresident van de Verenigde Staten te worden. Na twee termijnen als Eisenhowers vicepresident, stelde Nixon zich kandidaat voor de Amerikaanse presidentsverkiezingen van 1960. Hij won de nominatie voor de Republikeinse Partij maar verloor de verkiezingen van senator voor Massachusetts John F. Kennedy. Na een mislukte poging in 1962 om gouverneur van Californië te worden, trok Nixon zich terug uit de politiek en nam zijn oude beroep van advocaat weer op.
Nixon maakte echter een succesvolle comeback in de politiek door de nominatie van de Republikeinse Partij voor de Amerikaanse presidentsverkiezingen van 1968 te winnen. Samen met running mate Spiro Agnew versloeg hij de kandidaat van de Democratische Partij, vicepresident Hubert Humphrey. Nixon won ook de Amerikaanse presidentsverkiezingen van 1972, waarin hij de kandidaat van de Democratische Partij, George McGovern, in een van de grootste politieke overwinningen in de Amerikaanse presidentsverkiezingen ooit versloeg.
Nixons presidentschap werd gekenmerkt door de Vietnamoorlog en het groeiende verzet daartegen in de Verenigde Staten, het voeren van een ontspanningspolitiek met de Sovjet-Unie en het aangaan van relaties met de Volksrepubliek China. Ook werden tijdens zijn presidentschap het Environmental Protection Agency en de Drug Enforcement Administration opgericht en voerde Apollo 11 de eerste maanlanding uit.
Nixon trad op 9 augustus 1974 af toen zijn positie door het Watergateschandaal onhoudbaar was geworden. Hij was daarmee de eerste president van de Verenigde Staten die vrijwillig aftrad. Hij werd opgevolgd door zijn tweede vicepresident, Gerald Ford.

## Biografie

### Jeugd en vroege carrière
Nixon werd geboren in een arm gezin in Yorba Linda in Californië. Zijn vader had een kruidenierswinkel en een benzinestation. Hij groeide op met de regels en gebruiken van de christelijke Quakergemeenschap. Tijdens zijn politieke carrière refereerde hij vaak aan zijn eenvoudige afkomst.

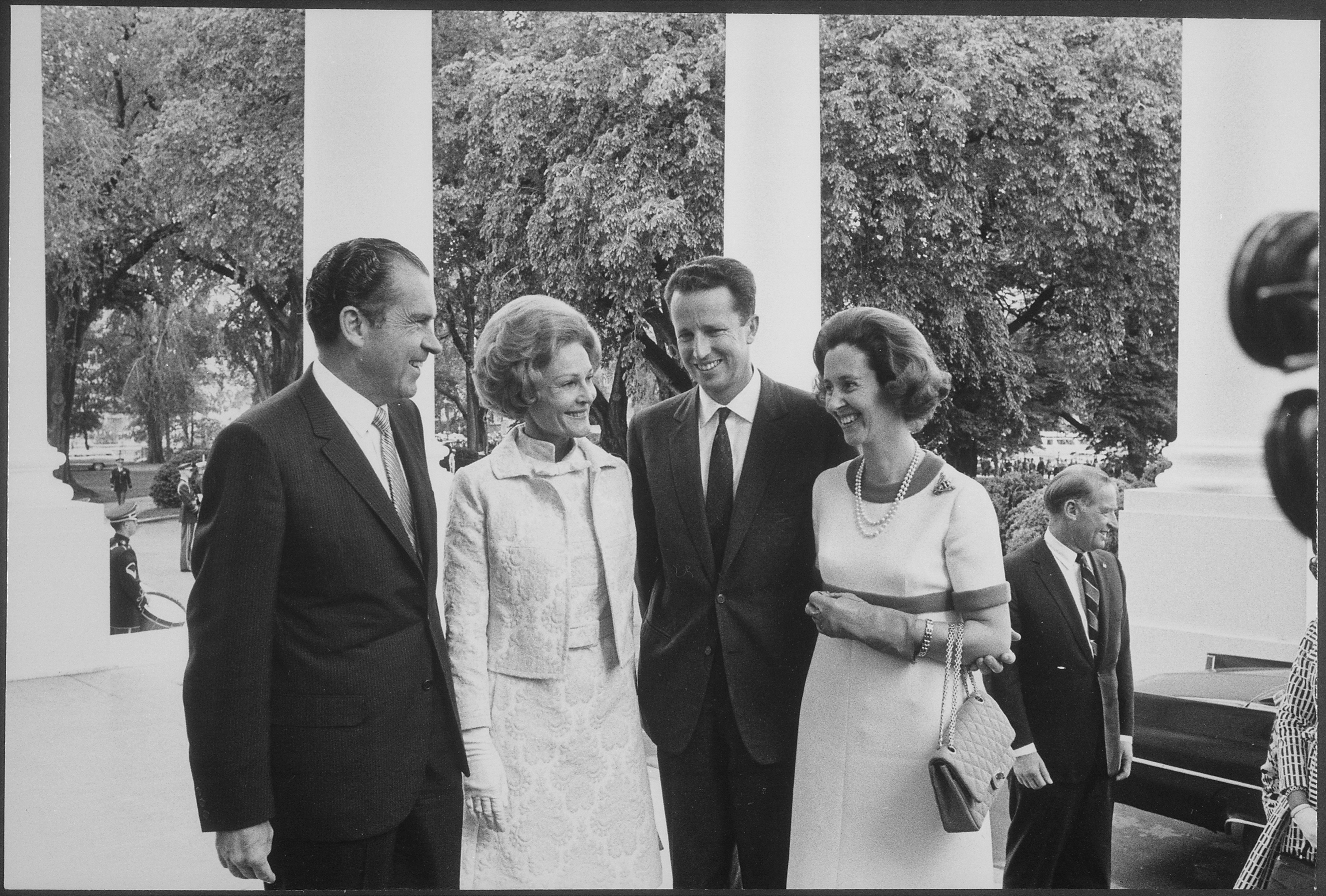
President Richard Nixon, first lady Pat Nixon, Koning Boudewijn en Koningin Fabiola bij het Witte Huis op 20 mei 1969.

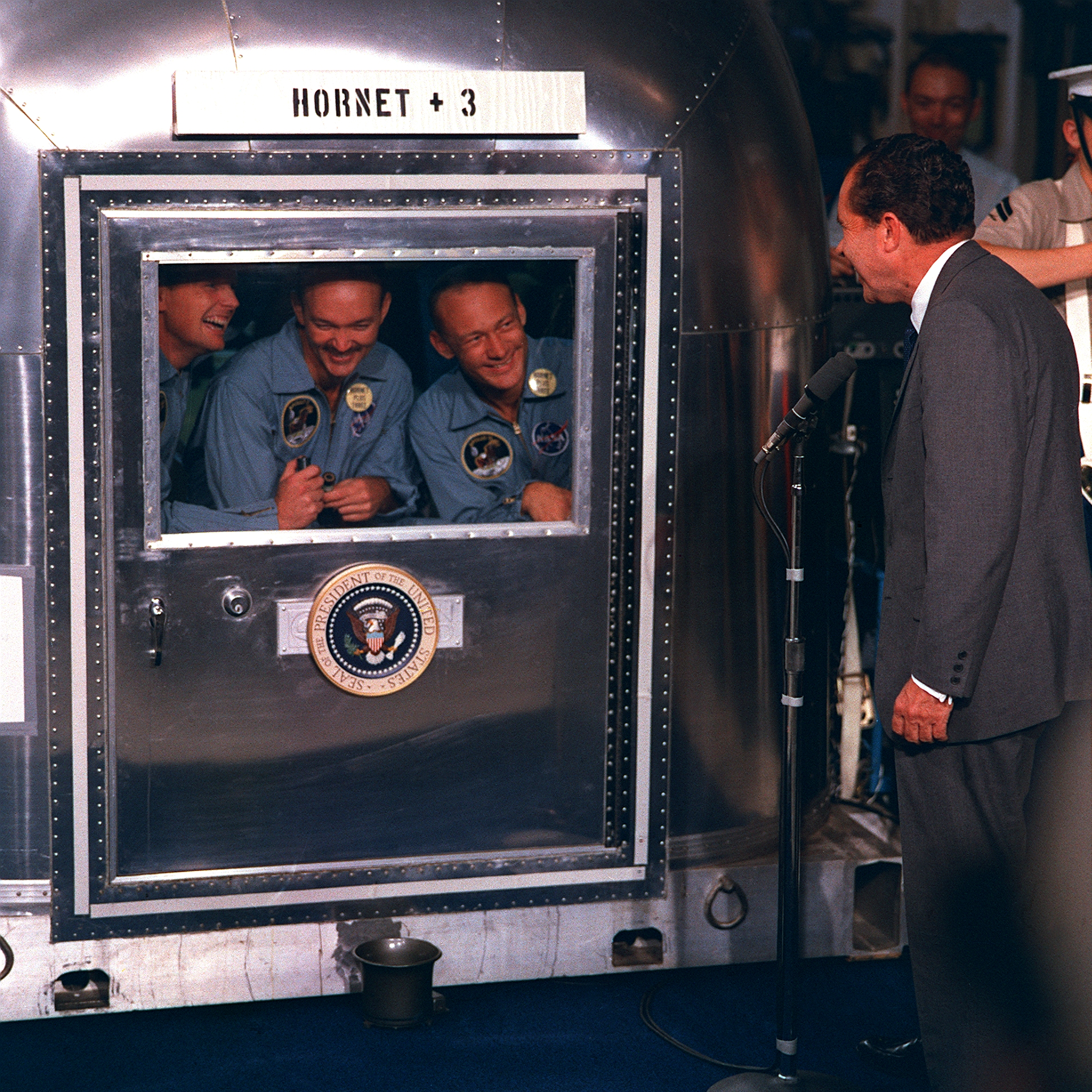
Apollo 11 astronauten Neil Armstrong, Buzz Aldrin, Michael Collins en president Richard Nixon na hun terugkeer van de maan op 24 juli 1969.

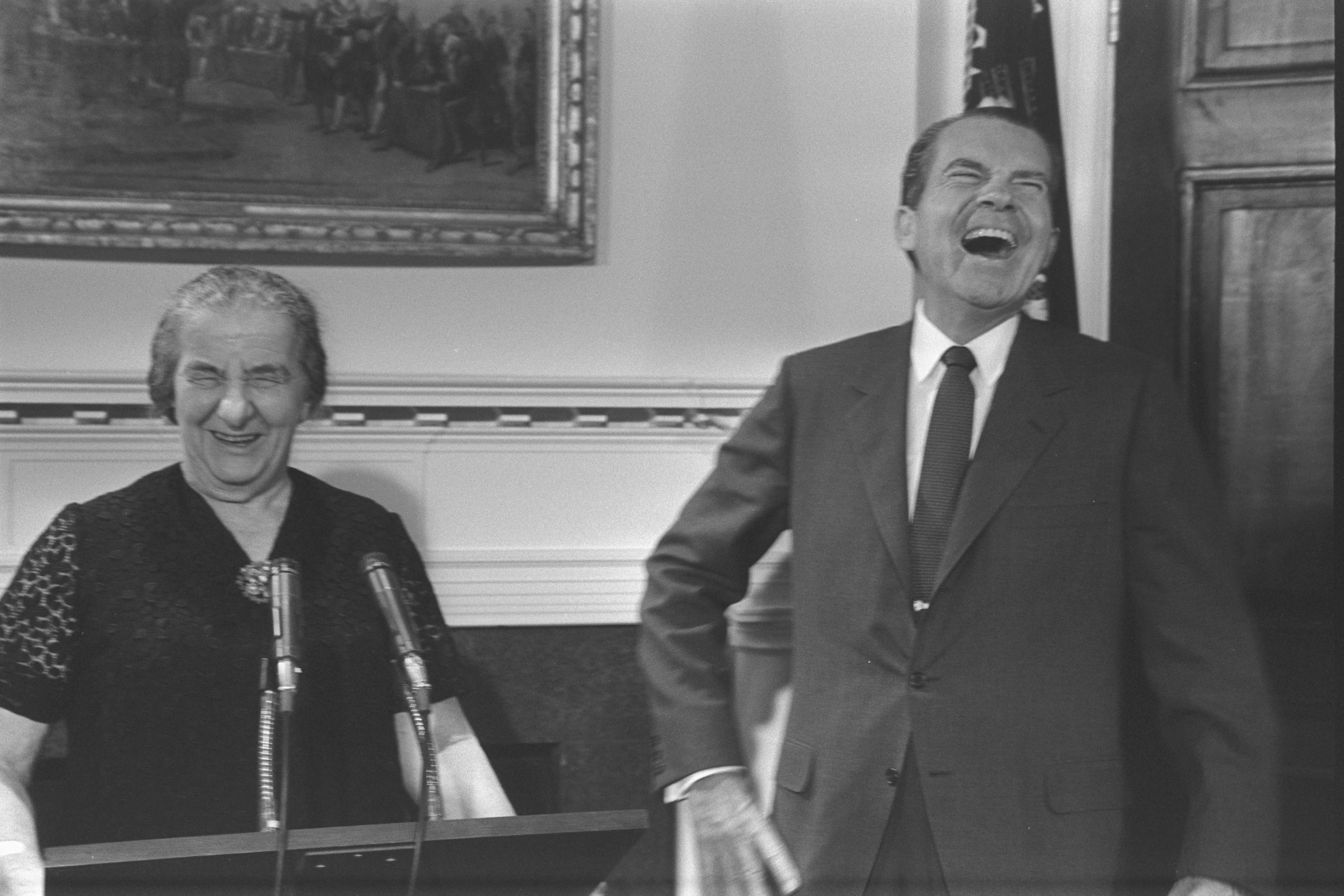
Premier van Israël Golda Meïr en president Richard Nixon bij het Witte Huis op 26 september 1969.

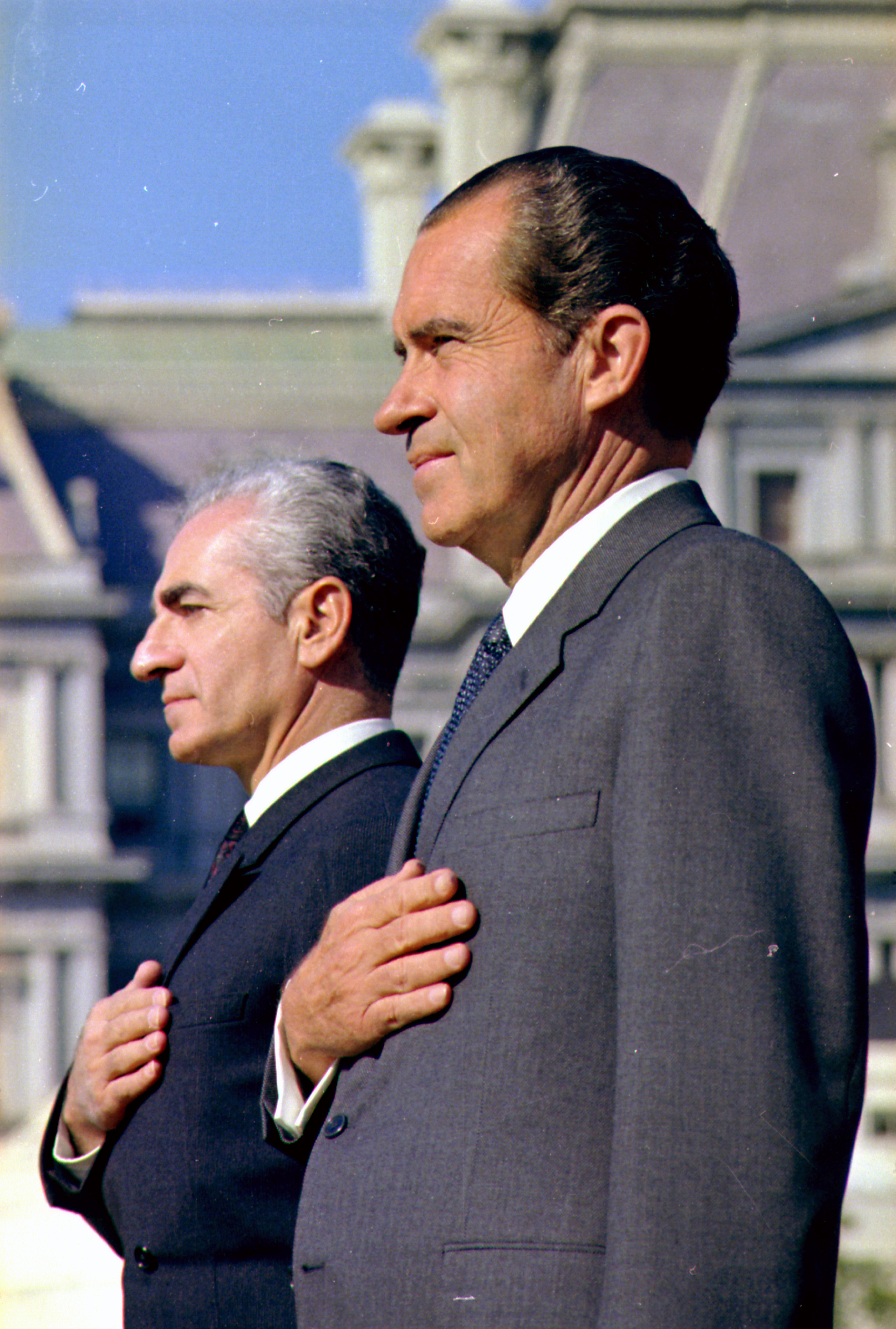
Sjah van Iran Mohammad Reza Pahlavi en president Richard Nixon bij het Witte Huis op 21 oktober 1969.

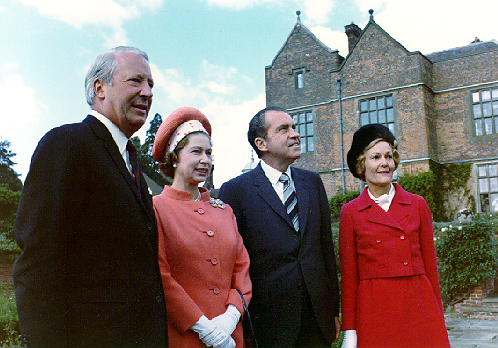
Premier van het Verenigd Koninkrijk Edward Heath, Koningin Elizabeth II van het Verenigd Koninkrijk, president Richard Nixon en first lady Pat Nixon op 3 oktober 1970.

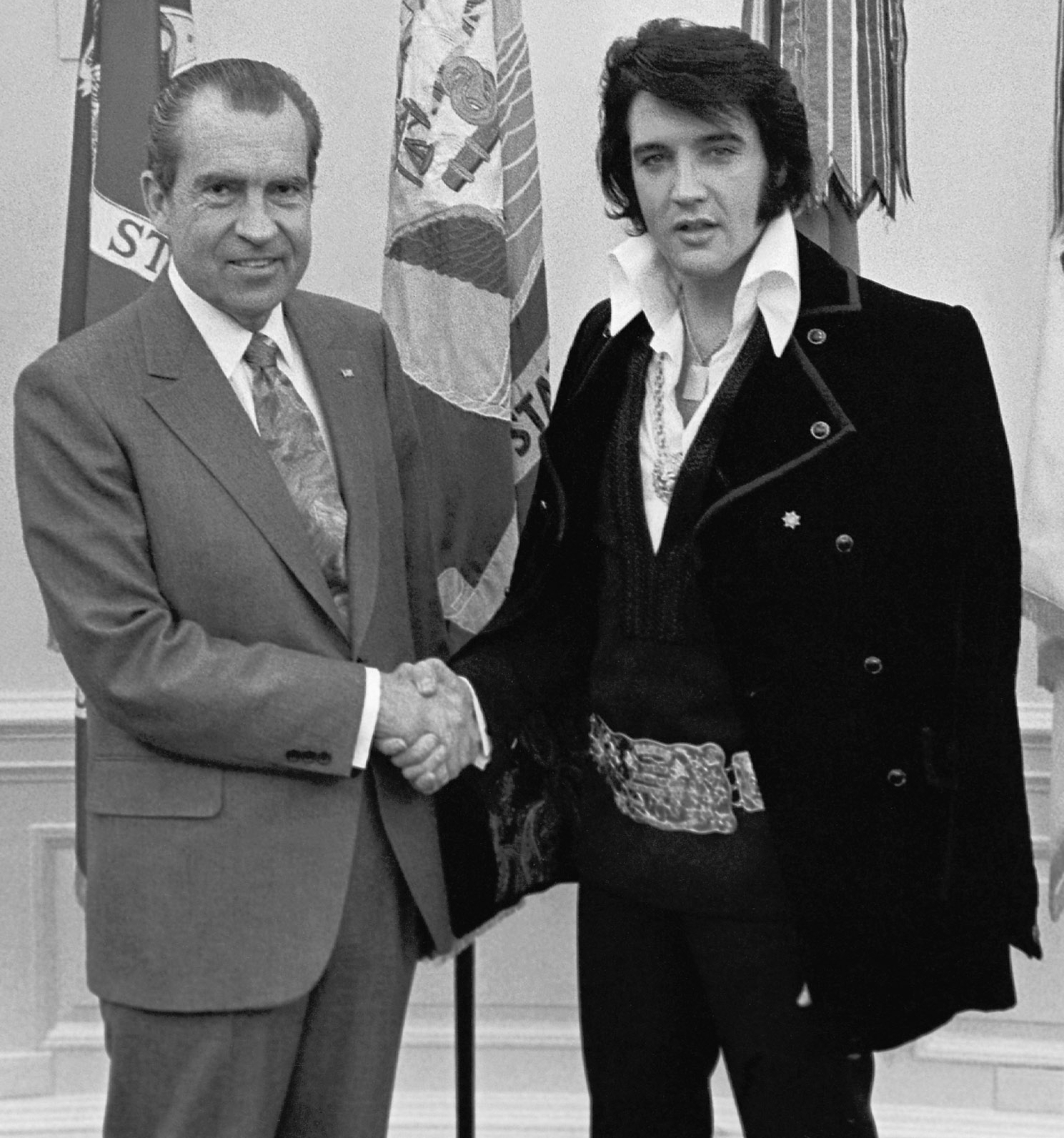
President Richard Nixon en Elvis Presley in de Oval Office op 21 december 1970.

Nixon was een getalenteerde jongen, maar zijn familie kon het zich financieel niet veroorloven om hem aan een dure universiteit te laten studeren. In plaats daarvan volgde hij lessen aan een lokale Quakerschool, Whittier College, waar hij in 1934 zijn diploma haalde. Daarna werd hem een studiebeurs aangeboden voor een rechtenopleiding aan Harvard University, die hij moest weigeren omdat hij thuis niet gemist kon worden. Later ging hij, met een beurs, naar de pas opgerichte (en heden prestigieuze) rechtenopleiding van Duke University.
In 1946 veroverde hij een plaats in het Amerikaanse Congres. Zijn campagnes in dit stadium van zijn carrière kenmerkten zich door een anticommunistische toon en agressieve stijl.
In 1950 werd Nixon verkozen tot senator, waarmee hij actrice en congreslid Helen Gahagan versloeg, die hij tijdens de campagne had beschuldigd van communistische sympathieën.
Nixon werd in 1952 de 36e en in 1956 de 37e vicepresident, onder Dwight D. Eisenhower.
Noemenswaardig aan zijn vicepresidentschap is dat hij driemaal daadwerkelijk het land bestuurde; in alle gevallen was Eisenhower ziek. Verder gaf hij als voorzitter van de senaat (een van de taken van de vicepresident) openlijk steun aan senator Joseph McCarthy en zijn jacht op (vermeende) communisten.
De eerste keer dat Nixon voor het presidentschap streed was in 1960, tegen John F. Kennedy, een goede vriend en de eerste die hem in 1952 feliciteerde met zijn vicepresidentschap. Hij verloor deze strijd nipt. Daarbij speelde onder andere het eerste Amerikaanse televisiedebat tussen presidentskandidaten een rol. Nixon weigerde hierbij televisiemake-up (ondanks zijn stoppelbaard) en voelde zich slecht omdat hij herstellende was van een zware knieoperatie. Hij verwachtte kiezers te winnen met zijn kennis en ervaring op het gebied van buitenlandse zaken, maar zijn uiterlijk (ziekelijk, bleek en zwetend) contrasteerde te zeer met dat van de zongebruinde, charismatische Kennedy (hoewel Kennedy ook een slechte gezondheid had en diens ´gezonde bruine kleur´ waarschijnlijk veroorzaakt werd door de ziekte van Addison). Daarnaast zagen velen niet de kansen van de televisie in, terwijl Kennedy als geen ander wel de voordelen van het nieuwe medium inzag en als geen ander hier handig op wist in te spelen. Uit later onderzoek bleek dat mensen die het debat op de radio hadden gevolgd grotendeels Nixon als winnaar aanwezen, terwijl de televisiekijkers een duidelijke voorkeur voor Kennedy hadden.
In 1962 verloor hij de race om het gouverneurschap van Californië en verklaarde in de daarop volgende toespraak dat het zijn laatste persconferentie zou zijn: "You won't have Nixon to kick around anymore".

### Presidentschap
Na deze dip in Nixons carrière deed hij in 1968, na een periode als advocaat in New York, opnieuw een gooi naar het presidentschap, waarbij hij toenmalig vicepresident Hubert Humphrey versloeg.
De belangrijkste zaken uit zijn ambtstermijn zijn:
- Normalisatie van de diplomatieke betrekkingen met de communistische Volksrepubliek China.
- Oprichting van de Environmental Protection Agency, een agentschap ter bescherming van de menselijke gezondheid en omgeving.
- Oprichting van de Drug Enforcement Administration, een agentschap ter bestrijding van de illegale verspreiding van narcotica.
- In 1971 maakte hij een einde aan de omwisseling van Amerikaanse dollars in goud. Hiermee kwam een einde aan de goudstandaard en het stelsel van vaste wisselkoersen, zoals afgesproken in Bretton Woods in 1944. Deze actie staat ook bekend als de Nixon-schok.
- De terugtrekking van Amerikaanse troepen uit Vietnam.
- De start van het Spaceshuttleprogramma.

Nixon heropende de vredesonderhandelingen met Noord-Vietnam, die uiterst stroef verliepen. Zijn minister van Buitenlandse Zaken, Henry Kissinger, heeft hierin een belangrijke rol gespeeld. Gelijktijdig met de vredesonderhandelingen werden de banden met China en de Sovjet-Unie aangehaald. Deze politiek wordt ook wel driehoeksdiplomatie genoemd. In 1973 leidde dit mede tot de Parijse Akkoorden, hetgeen de VS de mogelijkheid gaf haar inmenging in de Vietnamoorlog te stoppen.
Nixons buitenlandse politiek werd gekenmerkt door een geest van toenadering. Door het aanhalen van de betrekkingen met China kwam het einde van de Koude Oorlog in zicht en kon de Vietnamoorlog langzaam worden beëindigd, met behulp van de zogenaamde Nixon-doctrine, die stelde dat Amerika's Aziatische bondgenoten weer verantwoordelijk werden voor hun eigen militaire verdediging, waartoe enkele trouwe bondgenoten (zoals Iran) militair zeer werden versterkt. In 1973 hielp hij middels de CIA Augusto Pinochet bij zijn gelukte staatsgreep in Chili, die de socialist Salvador Allende afzette.
In datzelfde jaar schoot Nixon Israël via een grote luchtbrug te hulp met massale wapenzendingen, toen het Israëlische leger op de joodse feestdag Jom Kippoer door het Egyptische leger verrassend aangevallen was bij het Suezkanaal en een eind was teruggedreven in de Sinaïwoestijn. Er werden 567 US Air Force-airlifts uitgevoerd, en daarnaast El Al –vluchten en zendingen over zee. Over de joodse bevolking in eigen land liet hij zich evenwel zeer negatief uit. De bandopname van zijn anderhalf uur durend gesprek op 1 februari 1972 met de evangelist Billy Graham, die pas in 2018 werd vrijgegeven, liet aan duidelijkheid niets te wensen over. Graham gaf als verklaring voor zijn aandeel in het gesprek dat hij de president naar de mond had gepraat.
In de jaren erna bemiddelde de Amerikaanse gezant Henry Kissinger tussen Israël en Egypte. Door de pers die hem volgde op zijn reizen tussen de diverse hoofdsteden werd dit "shuttle diplomacy" genoemd. Zijn bemiddeling betrof de troepenscheiding tussen de legers van Israël en Egypte (op het Sinaï-schiereiland) en de legers van Israël en Syrië (op de Hoogvlakte van Golan. Want ook Syrië had Israëlische stellingen aangevallen op de Hoogvlakte van Golan met de bedoeling om dit door Israël in 1967 veroverde Syrische gebied terug te veroveren.
In zijn binnenlandse politiek concentreerde Nixon zich meer op strenge wetgeving en minder op sociale programma's voor rassenintegratie en tegen armoede dan zijn voorgangers. Zijn binnenlands beleid was van rechtse signatuur en gesteld is wel dat zijn verkiezingsoverwinning het gevolg was van het ressentiment dat zou zijn gewekt onder een groot deel van de blanke Amerikaanse bevolking in de zuidelijke staten in de roerige jaren 60, als gevolg van de door de federale overheid opgelegde opheffing van de rassenscheiding.

### Watergate
Als gevolg van het Watergateschandaal trad Nixon op 9 augustus 1974 af om impeachment te voorkomen. Zijn opvolger Gerald Ford verleende hem bij voorbaat gratie, een omstreden besluit.

### Na het presidentschap
Nixon wist zijn reputatie enigszins te herstellen en ontwikkelde zich (alsnog) tot gerespecteerd staatsman. Hij maakte enkele onofficiële reizen naar onder andere China en de Sovjet-Unie.
In 1977 maakte de Britse televisiemaker David Frost een serie interviews met Nixon, waarin verschillende periodes van zijn presidentschap aan bod kwamen. Nixon maakte (met zoveel woorden) excuses aan het Amerikaanse volk voor de Watergate-affaire.
Nixon stierf in april 1994 op 81-jarige leeftijd in New York aan een beroerte. Hij werd begraven op het terrein van zijn presidentiële bibliotheek, de Richard Nixon Presidential Library and Museum in Yorba Linda. Ook zijn vrouw Pat Nixon, die tien maanden eerder was gestorven, ligt hier begraven.

## Trivia
- Nixon's bijnaam luidde "Tricky Dick" (Listige Dick). Onder deze titel bracht CNN in 2019 een vierdelige t.v.-documentaire zonder commentaar uit.
- Hij stond  tussen 1952 en 1994 maar liefst 55 maal op de omslag van Time Magazine.
- Nixon was een verdienstelijk pianist. In 1963 speelde hij een eigen compositie in het televisieprogramma The Jack Paar Program.[6]
- De Manic Street Preachers hebben een single gemaakt over hem, The Love of Richard Nixon.
- De Propellerheads gebruikten een stemsample van hem in de single Take California (1996).